# 蓋爾 (伊利諾伊州)
蓋爾（英語：Gale）是位於美國伊利諾伊州亞歷山大縣的一個非建制地區。該地的面積和人口皆未知。

## 地理
蓋爾的座標為37°14′56″N 89°26′51″W / 37.24889°N 89.44750°W，而該地的平均海拔高度為103米（即338英尺）。